# Chyskillz
Шайлоу М. Паркер (англ. Chylow M. Parker; 19 июля 1969, Манхэттен, Нью-Йорк — 13 февраля 2018, Куинс, Нью-Йорк), более известный под сценическим псевдонимом Chyskillz (рус. Шайскиллз) — американский музыкальный продюсер, битмейкер, DJ, рэпер и участник мультиплатиновой хардкор-рэп-группы Onyx.
Шайскиллз был открыт Джем Мастер Джеем из группы Run-D.M.C., который подписал группу Onyx на свой лейбл JMJ Records в 1991 году. Спродюсированный им дебютный альбом группы Onyx, Bacdafucup, помог группе стать номинантом на премию «Любимый новый рэп/хип-хоп-артист» на церемонии American Music Awards и помог группе победить в номинации «Лучший рэп-альбом» на церемонии Soul Train Music Awards.
За свою карьеру Шайскиллз успел поработать с такими артистами как Large Professor, Onyx, Run-D.M.C., Biohazard, Queen, Ice Cube, Shaquille O'Neal, LL Cool J, Public Enemy и многими другими. Многие песни были ремикшированы, ремастерованы и переизданы после 1997 года.
Пять альбомов, спродюсированных Шайскиллзом, были сертифицированы RIAA как золотые: Public Enemy Greatest Misses, Onyx Bacdafucup, Run-D.M.C. Down With The King, Shaquille O’Neal Shaq-Fu: Da Return и LL Cool J Mr. Smith. Из них два альбома были сертифицированы как платиновые: Onyx Bacdafucup и LL Cool J Mr. Smith.

## Ранняя жизнь
Шайлоу Паркер родился в районе Манхэттен, Нью-Йорк. Когда ему было 4 года, его семья переехала в район Джамейка в Куинсе, когда ему исполнилось 10 лет — в район Флашинг. Там он впервые встретился с Large Professor, Neek The Exotic и Mic Geronimo. Другой рэпер, Royal Flush, жил в том же доме, в котором рос Шайлоу, но с другой стороны. Будучи 10-летним, Шайскиллз впервые прикоснулся к проигрывателю виниловых дисков. В тот момент он понял, чему хочет посвятить свою жизнь.
В 80-х годах Шайскиллз и Large Professor были участниками би-бой команды Stay Fresh Crew. Шайлоу мог делать такие элементы бибоинга как flare, airflare и headspin. Шайлоу был хорошим художником-граффити в районе школы I.S. 237 (ныне известной как Rachel Carson Intermediate School 237), известным по своему фирменному граффити-тэгу «CHY» на улице Мейн-стрит в районе Флашинг. Шайлоу также был хорошим BMX-райдером, он был первым, кто стал исполнять трюк Miami hoppers на площадке Колден Плейграунд во Флашинге.

## Карьера

### Jam Master Jay
Шайскиллз начал свою музыкальную карьеру, работая ди-джеем у Large Professor, основателя группы Main Source. Шайскиллз работал на студии инженером и продюсером над проектом Neek The Exotic. Однажды он встретил Фредро Старра, который увидел его играющего за вертушками. Фредро понравились его биты, и он дал ему свой номер телефона. Менеджер группы Onyx, Джефф Харрис, позвонил ему и пригласил его на студию к Джем Мастер Джею. Когда Шайскиллз начал работать с Джеем, его первым профессиональным клиентом была группа Fam-Lee, для которой он сделал ремикс на песню «Runs In The Fam-Lee».

### Onyx
Рэпер из Куинса Neek The Exotic познакомил Шайскиллза с группой Onyx в 1991 году. В книге Брайана Колмана Check the Technique Фредро Старр рассказал о том, как группа Onyx встретила своего нового продюсера:
«…Однажды мы встретились с Шайскиллзом на Джамейка-авеню. Мы покупали травку в месте, где ей торгуют, и Chyskillz, догоняя мой грузовик на улице, он кричал: 'У меня есть биты!'. Его материал тогда был джазовым, похожим на то, что делает группа A Tribe Called Quest, но было жарче. Я знал, что он мог изменить все биты. Мы притащили его в нашу зону и заставили его сделать какой-нибудь грязный бит».
Когда Шайскиллз встретил группу Onyx, она уже была подписана на лейбл Def Jam. Группа состояла из Фредро Старра, Стики Фингаза, Suave (также известного как Сонни Сиза), и Биг Ди эС. Когда Шайскиллз познакомился с группой Onyx, у них уже был другой продюсер, но их материал был более коммерческий и дружественный. Шайскиллз позволил Фредро послушать несколько битов и так всё и началось, он начал делать биты для Onyx и сотрудничество просто сработало. Самый первый трек, который Шайскиллз спродюсировал для Onyx, был трек «Nigga Bridges». Именно его услышал Расселл Симмонс и заключил с группой сделку на выпуск EP, состоящий из 6 песен. Но участники группы сделали 10 песен на бюджет для 6 песен, поэтому Расселл заключил с ними сделку на выпуск альбома.
Шайскиллз спродюсировал большинство песен из дебютного альбома Onyx Bacdafucup, который дебютировал под номером 17 в чарте Billboard 200 и под номером 8 в чарте Top R&B/Hip Hop Albums в американском журнале Billboard. Альбом был сертифицирован как платиновый 25 октября 1993 года. Заглавный сингл, «Slam», достиг 4 места в чарте Billboard Hot 100 и стал вторым синглом группы, который достиг 1 места в чарте Hot Rap Singles, где он находился в течение двух недель. Сингл был сначала сертифицирован как золотой 7 июля 1993 года, прежде чем был сертифицирован как платиновый 10 августа 1993 года.
Шайскиллз покинул группу Onyx летом 1993 года, поскольку они не нуждались в нём как в продюсере записей. Поэтому Шайскиллз подписал контракт с лейблом Wasteland Records.
В мае 2003 года Шайскиллз основал свой собственный лейбл 719 Music Inc.

## Музыкальный стиль
В интервью с подкастом National Public Radio хип-хоп-артист и музыкальный продюсер Large Professor описал работу с Шайскиллзом над одним из его первых демо:
«…Это тот стиль продакшена, который мы делали в то время, он нарезал брейкбит „Synthetic Substitution“ на одну кассету. И у нас было две и три деки. И он ставил эту кассету и накладывал поверх некоторые басовые партии».

## Последний год
В последний год своей жизни Шайскиллз активно путешествовал на самолёте, то и дело посещая города Даллас (штат Техас), Атланта (штат Джорджия), Нью-Йорк и Мирамар (штат Флорида). Во всех городах у него жили друзья, и там он находил себе новых клиентов — рэп-артистов, для которых продюсировал музыку. В социальной сети Facebook он выкладывал видеозаписи, которые он снимал в аэропорту, с пометкой «Where in the world is Chyskillz now» («В какой части света сейчас находится Шайскиллз»), чтобы его друзья пытались угадать город, в котором находится продюсер, оставляя комментарии под постом. А в самом видео он традиционно говорил: «It’s about catch a flight, I’ll might be in your city» («Я сейчас собираюсь сесть на самолёт, я могу оказаться в вашем городе»).

## Смерть
5 июля 2017 года Шайскиллз попал в автомобильную аварию в Нью-Йорке, в октябре перенёс хирургическую операцию на плечо, и вскоре планировалась операция на спине. По причине сильной боли в спине, он практически не путешествовал и не работал на студии. В это время он находился в Куинсе, Нью-Йорк. 10 февраля 2018 года он простудился и отправился в больницу, где врачи диагностировали грипп и рекомендовали отдых. 12 февраля Фредро и Стики прилетели в Нью-Йорк, Фредро попросил Шайскиллза помочь поработать на студии над ремиксами песен для концертов Onyx. Шайскиллз был рад этому и согласился. Он ушёл домой в 2 часа ночи. На утро семья обнаружила его мёртвым. Врачи сказали, что он перенёс сердечный приступ. На следующей неделе он должен был отправиться в Майами, а затем в Даллас. Он успел закончить работу над проектом с De La Soul.

## Дискография

### Альбомы
с Onyx
- 1993: Bacdafucup

Сольные альбомы
- 2014—2017: LP (Неизданный альбом)

### Продюсирование
- 1991: Fam-Lee — «Runs In The Fam-Lee (It’s The Fam-Lee Remix)» (из Runs In The Fam-Lee (Vinyl Single)) — ремикс
- 1992: Fam-Lee — «You’re The One For Me (Hip-Hop Mix)» (из You’re The One For Me (Vinyl Single)) — X-Tra Flavor by Chy Skills
- 1992: Public Enemy — «Louder Than A Bomb (JMJ Telephone Tap Groove)» (из Greatest Misses) — ремикс[14]
- 1992: BO$$ — «Livin' Loc’d» (из Born Gangstaz) — продюсер[15]
- 1993: Onyx — «Bacdafucup», «Bichasniguz», «Throw Ya Gunz», «Here 'N' Now», «Bus Dat Ass», «Da Mad Face Invasion», «Blac Vagina Finda», «Da Bounca Nigga», «Nigga Bridges» (сопродюсер), «Onyx Is Here», «Slam», «Stik 'N' Muve» (сопродюсер), «Bichasbootleguz», «Shifftee», «Phat ('N' All Dat)», «Getdafucout» (из Bacdafucup) — продюсер
- 1993: Run-D.M.C. — «Three Little Indians», «Get Open» (из Down with the King) — продюсер
- 1993: Biohazard & Onyx — «Judgment Night» (из Judgment Night (soundtrack)) — продюсер
- 1993: Rumpletilskinz — «Mad M.F.'s» (из What Is a Rumpletilskin?) — сведение, продюсер
- 1993: Class A Felony — «I’m Not The Herb You’re Lookin' 4 (CHY Skillz Remix)» (из I’m Not The Herb You’re Lookin' 4 (Vinyl Single)) — ремикс
- 1994: Queen — «Another One Bites The Dust» (Chyskillz Remix) (feat. Ice Cube, Hi-C & Chyskillz) (из сборника BASIC Queen Bootlegs) — ремикс
- 1994: Shaquille O'Neal — «(So U Wanna Be) Hardcore», «Freaky Flow» (из Shaq-Fu: Da Return) — продюсер
- 1994: Sister Machine Gun — «Nothing (Chyskillz Re-Mix)» (из Nothing (CD Single)) — продюсер
- 1995: Mic Geronimo — «Man Of My Own» (из The Natural) — продюсер
- 1995: LL Cool J — «Mr. Smith» (из Mr. Smith) — продюсер
- 1997: Royal Flush — «International Currency» (из Ghetto Millionaire) — продюсер
- 1997: Royal Flush — «Shines» (из Ghetto Millionaire) — сведение
- 1997: Royal Flush — «Family Problems» (из Ghetto Millionaire) — сведение
- 1997—2014: Продюсирование различных хип-хоп-артистов, не подписанных на лейблы
- 2009: Skotadistes — «100 Mad Gang (Slam Again)» (feat. Fredro Starr) — продюсер
- 2014: Sticky Fingaz — «I Don’t Give A Shit» / «Ebenezer Scrooge» (feat. N.O.R.E.) — продюсер

## Награды и номинации
Спродюсированный Шайскиллзом дебютный альбом группы Onyx Bacdafucup помог группе стать номинантом на премию «Любимый новый рэп/хип-хоп-артист» на церемонии American Music Awards и помог группе победить в номинации «Лучший рэп-альбом» на церемонии Soul Train Music Awards.
| Год  | Награда                 | Номинированная работа | Категория                          | Результат |
| ---- | ----------------------- | --------------------- | ---------------------------------- | --------- |
| 1994 | American Music Awards   | Bacdafucup            | «Любимый новый рэп/хип-хоп-артист» | Номинация |
| 1994 | Soul Train Music Awards | Bacdafucup            | «Лучший рэп-альбом»                | Победа    |